# الحاسة السادسة (فلم)
الحاسة السادسة (بالإنجليزية: The Sixth Sense) فيلم رعب نفسي، من إنتاج عام 1999، رشح للعديد من جوائز الاوسكار، وهو قصة وإخراج إم. نايت شيامالان.
تدور أحداث الفيلم حول الطفل الصغير كول ذو الثمانية أعوام وهو طفل مضطرب ومنعزل يدعى أنه قادر على التخاطب مع الموتى. والدكتور مالكوم كرو. طبيب مضطرب أيضا متخصص في علم نفس الأطفال. والذي يحاول مساعدة كول.
تم إنتاج الفيلم بميزانية بلغت 40 مليون دولار أميركي، بالإضافة إلى 25 مليون دولار للدعاية والمطبوعات، بلغت أرباح الفيلم في الولايات المتحدة فقط 293.501.675 مليون دولار، أما الأرباح في جميع أنحاء العالم بلغت 672.806.292 دولار، مما جعله يحتل المرتبة الرابعة والأربعون في قائمة أعلى إيرادات الأفلام في الولايات المتحدة الأمريكية.

## الشخصيات
- بروس ويليس بدور (مالكوم كرو)
- هالي جويل أوزمنت بدور (كول سير)
- توني كوليت بدور (لين سير)
- أوليفيا ويليامز بدور (آنا كرو)
- ميشا بارتون بدور (كيرا كولينز)
- دوني والبيرغ بدور (فينسينت جراي)
- إم. نايت شيامالان بدور (م.نايت شاياملاين)

## ملخص الاحداث
في بداية الفيلم يظهر الدكتور مالكوم كرو عائدا إلى بيته مع زوجته، بعد أن تم تكريمه علي جهوده في علاج الأطفال. يكتشف الاثنان بأنهم ليسوا وحدهم، حيث يجدوا رجل مضطرب شبه عاري يدعى فنسينت جراي، يظهر في مدخل حمامهم مع مسدس وهو يقول: «أنا لا أريد ان أكون خائفا بعد الآن»، وهي الجملة التي سيقولها كول لاحقا.
فنسينت غضب من أن كرو لم يساعده، ويدرك كرو بأن فنسينت مريض سابق اعتبره طفلا يعاني الهلوسه، وهو يدين مالكوم لعدم مساعدته ويطلق عليه الرصاص في معدته، وبعد ثوان يدور المسدس على نفسه، ثم ينتهى المشهد مع زوجة مالكوم بجانبه وهي تساعده،
بعد أشهر.. في الخريف التالي يعود مالكوم للعمل مع ولد آخر خائف، اسمه كول سير في التاسعة من عمر وهو في حاله مشابهة لفنسينت، يصبح مالكوم مكرساً إلى هذا المريض، رغم شكه في قدرته على مساعدته بعد فشله مع فنسينت، في هذه الأثناء يبدأ بإهمال زوجته وتبدأ علاقتهم بالتفكك، يكسب مالكوم ثقة كول.. وكول يعترف له بأنه عراف ويمكنه أن «يرى الموتى»، ورغم أن مالكوم شك -بطبعه- في باديء الأمر، ولكن في النهاية تأكد أن كول يخبره الحقيقة، وربما كان فنسينت عِنده نفس القدرة مثل كول. يقترح على كول بأن يحاول إيجاد غرض لهبته بالاتصال بالأشباح، ربما لمساعدتهم في عملهم الغير منهي على الأرض، كول في باديء الأمر شك حول هذه النصيحة بينما الأشباح تفزعه، لكن يقرر قريباً أَن يحاول أن يعمل بالنصيحة، يتصل كول بشبح بنت، والتي تظهر في غرفة نومه وتبدو مريضةً، ويكتشف أين تعيش هذه البنت واسمها كيرا كولينز،
ويذهب إلى بيتها حيث يجد هناك استقبال جنائزي بدأ توا لها، ويعطي شبح كيرا لكول شريط فيديو، والذي اعطاه كول إلى والد كيرا. يكشف الشريط أنه عندما كانت كيرا طريحه الفراش بالمرض، كانت أمها تسمم غذائها والذي أدى إلى موتها.
بعد أن تشجع كول بقدرته على استعمال هبته في التأثير الإيجابي، اعترف بقدرته إلى أمه لين، ومع شكها في هذه القصة.. يخبر كول لين بأن أمها (جدة كول) ذهبت لرؤيتها، وهي تؤدي في رواية رقص ذات ليله عندما كانت طفله، لم تكن لين تعرف هذا لأن أمها بقيت في خلف الجمهور حيث لا يمكن أن ترى، ويخبرها أيضا بجواب السؤال الذي سألته لامها عندما كانت وحدها في قبرها، قبلت لين هذه كالحقيقة.. وعلاقتها بكول قويت

### نهاية مثيرة
عاد مالكوم إلى بيته بعد أن استعاد ثقته بنفسه لنجاحه في مساعدة كول، حيث وجد زوجته نائمة على الأريكة وهي تشاهد فيديو زفافهم القديم،
ثم وهي نائمه توقع يدها خاتم زواج مالكوم، ويكشف نهايه هذا الفيلم بأن مالكوم نفسه أحد أشباح كول. وانه قتل من قبل مريضه السابق في المشهد الافتتاحي.
و بسبب جهود كول، اتم مالكوم عمله الغير منهي، وصحح فشله في فهم فنسينت واكمل عمله علي الأرض، وتذكر نصيحة كول حول الكلام مع زوجته وهي نائمة، فبذلك هي من الممكن أَن تستمع إليه. وتركها مالكوم للانتقال بحياته وتحرير نفسه ليترك وراءه عالم الأحياء.

## أستطيع أن أرى الموتى
عبارة «أستطيع أن أرى الموتى» أو "I see dead people" قالها كول (هالى جويل اوسمنت) في الفيلم، وقد أصبحت شهيرة جدا، وتناقلتها الألسنة، وتم ذكرها في العديد من الأفلام والمسلسلات الشهيرة، واحتلت المركز الرابع والأربعين في سباق AFI، لأكثر 100 جملة مقتبسة من الأفلام على مدار 100 عام.

## الجوائز
تم ترشيح الفيلم ل 6 جوائز اوسكار
- أفضل تصوير
- أفضل مخرج: م.نايت شاياملاين
- أفضل سيناريو أصلي: م.نايت شاياملاين
- أفضل ممثل مساعد: هالى جويل اوسمنت
- أفضل ممثلة مساعدة: تونى كولتى
- أفضل مونتاج: اندرو موندشين

كما أن الحاسة السادسة واحد من بين 4 أفلام رعب فقط التي رشحت لجائزة اوسكار أحسن تصوير ويحتل الفيلم المرتبة الحادية والسبعون في ترتيب برافو لأفلام الرعب. وقد صنف مؤخرا في المركز التاسع والثمانون في قائمة أفضل الأفلام على مر الزمان (المعهد الأمريكي للسينما عام 2007).

## وصلات خارجية
- مقالات تستعمل روابط فنية بلا صلة مع ويكي بيانات